# Mizque
Mizque – miasto w Boliwii, w departamencie Cochabamba, w prowincji Mizque.